# Jan z Oleśnicy
Jan z Oleśnicy (zm. 21.01.1413) – możnowładca polski, działający na dworze króla Władysława Jagiełły i wielkiego księcia Witolda. Ojciec Zbigniewa Oleśnickiego, brat Dobiesława. 
W latach 1390–1392 pełnił urząd starosty wileńskiego z nadania królewskiego, broniąc zamku wileńskiego przed Krzyżakami, sprzymierzonymi z Witoldem, toczącym właśnie wojnę domową z królem Władysławem. W roku 1397 osiadł na starostwie łęczyckim, w roku 1400 objął również urząd wojskiego lubelskiego. Pod koniec XIV w. posiadał Nowotarszczyznę. W 1404 roku porzucił urzędy dla wysokiego stanowiska sędziego krakowskiego. Objął stanowisko generalnego starosty wileńskiego po rezygnacji Klemensa z Moskorzewa. 